# 伊曼氏長鱸
伊曼氏長鱸，為輻鰭魚綱鱸形目鱸亞目鮨科的其中一種，分布於東大西洋維德角群島海域，棲息深度20-32公尺，體長可達12.4公分，為底棲性魚類，棲息珊瑚礁區，屬肉食性，生活習性不明。

## 擴展閱讀
維基物種上的相關：伊曼氏長鱸